# Life's a Riot with Spy vs Spy
Life's a Riot with Spy vs Spy je první sólové studiové album anglického zpěváka Billyho Bragga. Vydala jej v roce 1983 společnost Charisma Records. Bragg svůj zpěv v písních doplňuje pouze svou elektrickou kytarou. Album obsahuje pouze pět písní s celkovou stopáží patnáct minut a padesát sedm sekund. Přesto však nebylo označováno za EP, ale za regulérní desku. Album se umístilo na třicáté příčce hitparády UK Albums Chart. V roce 2012 jej magazín NME zařadil na 440. příčku svého žebříčku 500 nejlepších alb všech dob. V roce 2006 vyšlo album s několika bonusovými písněmi (alternativními verzemi písní z této desky i jinými písněmi). Mezi bonusy je také coververze písně „Fear is a Man's Best Friend“ od velšského hudebníka a skladatele Johna Calea. V roce 2013, u příležitosti třicátého výročí původního vydání desky, vyšla reedice alba s bonusovými, při koncertu nahranými písněmi.

## Seznam skladeb
Autorem všech skladeb je Billy Bragg, pokud není uvedeno jinak.
| Původní album | Původní album                 | Původní album |
| Pořadí        | Název                         | Délka         |
| ------------- | ----------------------------- | ------------- |
| 1.            | The Milkman of Human Kindness | 2:49          |
| 2.            | To Have and to Have Not       | 2:33          |
| 3.            | Richard                       | 2:51          |
| 4.            | A New England                 | 2:14          |
| 5.            | The Man in the Iron Mask      | 2:13          |
| 6.            | The Busy Girl Buys Beauty     | 1:58          |
| 7.            | Lovers Town Revisited         | 1:19          |

| Disk 2 (reedice z roku 2006) | Disk 2 (reedice z roku 2006)                                       | Disk 2 (reedice z roku 2006) |
| Pořadí                       | Název                                                              | Délka                        |
| ---------------------------- | ------------------------------------------------------------------ | ---------------------------- |
| 1.                           | Strange Things Happen (alternativní verze)                         | 3:19                         |
| 2.                           | The Cloth I                                                        | 2:50                         |
| 3.                           | Love Lives Here                                                    | 1:42                         |
| 4.                           | Speedway Hero                                                      | 2:39                         |
| 5.                           | Loving You Too Long                                                | 2:51                         |
| 6.                           | The Guitar Says Sorry (alternativní verze)                         | 2:14                         |
| 7.                           | Love Gets Dangerous (alternativní verze)                           | 2:32                         |
| 8.                           | The Cloth II                                                       | 2:47                         |
| 9.                           | The Man in the Iron Mask (alternativní verze)                      | 2:17                         |
| 10.                          | A13, Trunk Road to the Sea (hudba: Bobby Troup; text: Billy Bragg) | 2:27                         |
| 11.                          | Fear is a Man's Best Friend (John Cale)                            | 2:32                         |

| Bonusy na reedici z roku 2013 (koncertní nahrávky) | Bonusy na reedici z roku 2013 (koncertní nahrávky) | Bonusy na reedici z roku 2013 (koncertní nahrávky) |
| Pořadí                                             | Název                                              | Délka                                              |
| -------------------------------------------------- | -------------------------------------------------- | -------------------------------------------------- |
| 1.                                                 | Intro                                              |                                                    |
| 2.                                                 | Lovers Town Revisited                              |                                                    |
| 3.                                                 | To Have and to Have Not                            |                                                    |
| 4.                                                 | The Busy Girl Buys Beauty                          |                                                    |
| 5.                                                 | The Man in the Iron Mask                           |                                                    |
| 6.                                                 | Richard                                            |                                                    |
| 7.                                                 | The Milkman of Human Kindness                      |                                                    |
| 8.                                                 | A New England                                      |                                                    |

## Obsazení
- Billy Bragg – zpěv, kytara
- Dave Woodhead – trubka v alternativní verzi písně „The Man in the Iron Mask“